# Val-d'Auge
Pour les articles homonymes, voir Auge.
Val-d'Auge est une commune nouvelle française résultant de la fusion — au 1er janvier 2019 — des communes d'Anville, Auge-Saint-Médard, Bonneville et Montigné, située dans le département de la Charente en région Nouvelle-Aquitaine.

## Géographie

### Communes limitrophes
|                                        | Verdille   |      |
| Bresdon (Charente-Maritime)            | Val-d'Auge | Mons |
| Neuvicq-le-Château (Charente-Maritime) | Rouillac   |      |

## Urbanisme

### Typologie
Au 1er janvier 2024, Val-d'Auge est catégorisée commune rurale à habitat très dispersé, selon la nouvelle grille communale de densité à 7 niveaux définie par l'Insee en 2022.
Elle est située hors unité urbaine et hors attraction des villes,.

### Risques majeurs
Le territoire de la commune de Val-d'Auge  est vulnérable à différents aléas naturels : météorologiques (tempête, orage, neige, grand froid, canicule ou sécheresse) et séisme (sismicité modérée). Un site publié par le BRGM permet d'évaluer simplement et rapidement les risques d'un bien localisé soit par son adresse soit par le numéro de sa parcelle.

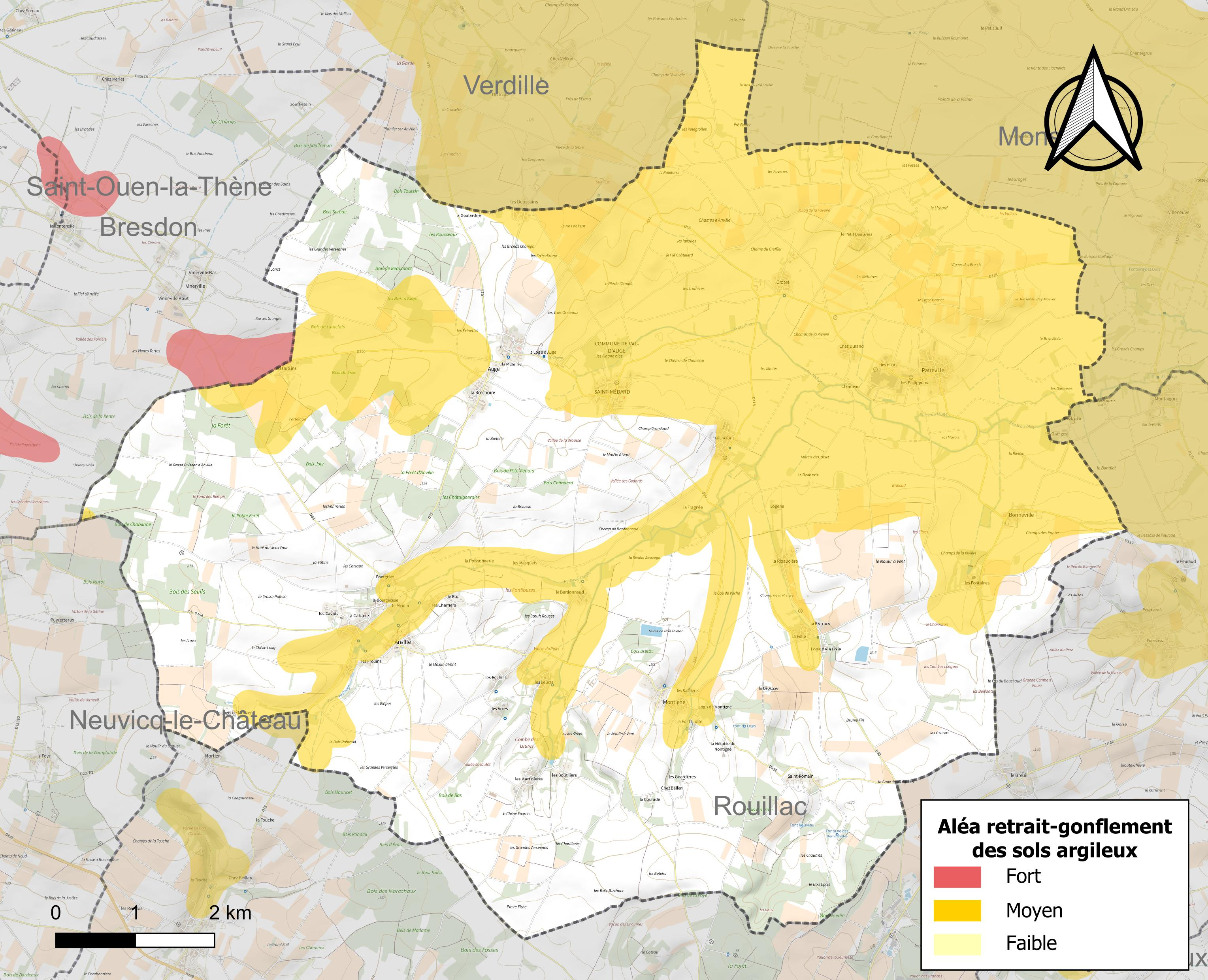
Carte des zones d'aléa retrait-gonflement des sols argileux de Val-d'Auge.

Le retrait-gonflement des sols argileux est susceptible d'engendrer des dommages importants aux bâtiments en cas d’alternance de périodes de sécheresse et de pluie. 45,3 % de la superficie communale est en aléa moyen ou fort (67,4 % au niveau départemental et 48,5 % au niveau national). Sur les 496 bâtiments dénombrés sur la commune en 2019,  286 sont en aléa moyen ou fort, soit 58 %, à comparer aux 81 % au niveau départemental et 54 % au niveau national. Une cartographie de l'exposition du territoire national au retrait gonflement des sols argileux est disponible sur le site du BRGM,.
Par ailleurs, afin de mieux appréhender le risque d’affaissement de terrain, l'inventaire national des cavités souterraines permet de localiser celles situées sur la commune.
La commune a été reconnue en état de catastrophe naturelle au titre des dommages causés par les inondations et coulées de boue survenues en 1982, 1999, 2013 et 2014. Concernant les mouvements de terrains, la commune a été reconnue en état de catastrophe naturelle au titre des dommages causés par des mouvements de terrain en 1999.

## Histoire
La commune est créée au 1er janvier 2019 par un arrêté préfectoral du 29 novembre 2018.

## Politique et administration

### Liste des maires
| Période         | Période                        | Identité         | Étiquette | Qualité |
| --------------- | ------------------------------ | ---------------- | --------- | --- |
| 12 janvier 2019 | 23 mai 2020                    | Robert Lesage    |           | Maire d'Auge-Saint-Médard (2008-2018)                                                                                         |
| 23 mai 2020     | En cours (au 25 novembre 2021) | Bernard Salamand |           | Cadre d'entreprise Ingénieur diplômé de l'École nationale supérieure d'arts et métiers, Premier vice-président du Roucaillais |

### Communes déléguées
| Nom                       | Code Insee | Intercommunalité  | Superficie (km2) | Population (dernière pop. légale) | Densité (hab./km2) |
| ------------------------- | ---------- | ----------------- | ---------------- | --------------------------------- | ------------------ |
| Auge-Saint-Médard (siège) | 16339      | CC du Rouillacais | 17,37            | 298 (2016)                        | 17                 |
| Anville                   | 16017      | CC du Rouillacais | 8,16             | 206 (2016)                        | 25                 |
| Bonneville                | 16051      | CC du Rouillacais | 10,08            | 141 (2016)                        | 14                 |
| Montigné                  | 16228      | CC du Rouillacais | 8,91             | 176 (2016)                        | 20                 |

## Démographie
L'évolution du nombre d'habitants est connue à travers les recensements de la population effectués dans la commune depuis sa création.

En 2022, la commune comptait 795 habitants, en évolution de −3,17 % par rapport à 2016 (Charente : −0,48 %, France hors Mayotte : +2,11 %).
| 2020 | 2022 |
| ---- | ---- |
| 802  | 795  |